# Allgemeine Musik-Gesellschaft Zürich
Die Allgemeine Musik-Gesellschaft Zürich (AMG) ist eine Institution zur Pflege von Musik, die als Musikveranstalter wirkt und ein grosses Archiv historischer Musikalien besitzt, das heute in der Musikabteilung der Zentralbibliothek Zürich verwahrt wird.
Seit dem frühen 17. Jahrhundert gab es in Zürich eine Reihe von Gesellschaften, die sich zur Geselligkeit der Musik widmeten oder Konzerte veranstalteten. Aus dem Zusammenschluss all dieser Gesellschaften ging 1812 die AMG hervor. Sie übernahm die Bibliotheks- und Archiv-Bestände der älteren Vereine und stellte sich zur Aufgabe, öffentliche Konzerte zu veranstalten. Sowohl Laien als auch Berufsmusiker nahmen an den Aufführungen teil. Eine Zeit lang war das Orchester der AMG zugleich Theaterorchester für Opernaufführungen in Zürich. Zeit ihres Bestehens tritt die AMG auch als Herausgeberin einer Schriftenreihe hervor, die sich musikalischen Themen widmet und bis heute regelmässig Anfang Januar unter dem Serientitel Neujahrsblatt erscheint. Zu den namhaftesten Mitgliedern der Gesellschaft zählte unter anderem Hans Georg Nägeli, und Richard Wagner stand während seiner Jahre in der Schweiz in enger Verbindung zur AMG.